# Uhniv
Uhniv (ukrainsk: У́гнів; polsk: Uhnów; jiddisch: הובנוב) er en by i det vestlige Ukraine. Byen ligger tæt ved grænsen til Polen. Den har 939 (2022) indbyggere og er den mindste by i Ukraine. Byen fik byrettigheder i 1462 af kong Kasimir 4. Jagiellon af Polen. Den blev den del af den Ukrainske SSR ved udvekslingen af territorier mellem Polen og Sovjetunionen i 1951.